# Ганшин, Виктор Никонович
Виктор Никонович Ганшин (29 августа 1903, Москва — 8 сентября 1959, Москва) — советский театральный актёр, режиссёр, театральный деятель, заслуженный артист РСФСР (1945).

## Биография
Родился Виктор Ганшин 29 августа 1903 года в Москве. В 1919 году завершил обучение в Московской 155-й Трудовой школе ll-ой ступени (бывшее Реальное училище).
С 1919 по 1921 проходил обучение учеником и художником-практикантом на Биологической станции Юных Натуралистов имени К. А. Тимирязева. С 1922 по 1925 годы учился в Государственном институте театрального искусства.
Летом 1925 года служил артистом показательного коллектива «Синяя Блуза». С 1925 по 1950 годы — артист и режиссёр Государственного Московского Камерного театра. Играл Треплева в спектакле «Чайка» А. П. Чехова.
С 1950 по 1957 — артист Московского театра имени Владимира Маяковского.
Дебют в кино пришёлся на 1937 год. Сыграл роль Жукова, члена ЦК парти эсеров, в кинофильме «Ленин в Октябре». Затем в 1959 году была ещё одна роль в кинофильме «Василий Суриков».
Проживал в Москве. Умер 8 сентября 1959 года. Похоронен на Введенском кладбище.

## Семья
Сын — Вадим Ганшин (1938—1980) — советский актёр театра и кино.

## Награды
- Орден Трудового Красного Знамени (28.01.1945),
- Медаль «За доблестный труд в Великой Отечественной войне 1941—1945 гг.» (07.01.1946),
- Медаль «В память 800-летия Москвы» (09.05.1948),
- Почётная грамота Президиума Верховного Совета Эстонской ССР (1948),
- Заслуженный артист РСФСР (28.01.1945).

## Работы
Роли в театре:
- «Чайка» А Чехова — Треплев;
- «Раскинулось море широко» — Жора;
- «Адмирал Нахимов» — Лев Строгов;
- «Египетские ночи» — Алексас;
- «Укрощение мистера Робинзона» — Хемпти-Демпти;
- «Неизвестные солдаты» — Жан и др.

Роли в кино:
- 1937 — «Ленин в Октябре» (Жуков, член ЦК партии эсеров);
- 1959 — «Василий Суриков» (старичок-эстет).